# Autostrada D1 (Czechy)
Autostrada D1 (czes. dálnice D1) także Brněnská dálnice (autostrada brneńska) – najdłuższa czeska autostrada o planowanej długości 376 km, łącząca pośrednio Pragę, Brno i Ostrawę z polską autostradą A1 w Gorzyczkach koło Wodzisławia Śląskiego, z którą utworzy autostradowe połączenie Pragi z Gdańskiem.
Ukończenie budowy całej autostrady D1 jest planowane na rok 2026. 
W Czechosłowacji była najważniejszą autostradą w kraju. Planowano, iż połączy główne miasta leżące na linii wschód-zachód:
- Pragę
- Brno
- Żylinę
- Koszyce

Po podziale Czechosłowacji plany zostały zmienione i postanowiono, że autostrada D1 na poprzednio planowanej trasie zostanie zakończona w Lipníku nad Bečvou. Śladem planowanej czechosłowackiej D1 w stronę Żyliny poprowadzi autostrada D49 (od węzła Hulín na wschód). Postanowiono również, że projektowana i prawie już gotowa autostrada D47 po zakończeniu budowy otrzyma oznakowanie D1. 
D1 jest płatna praktycznie na całym odcinku. Z opłaty wyłączono jedynie odcinek na obwodnicach Brna i Ostrawy.
Odcinek między miejscowościami Měřín i Velké Meziříčí został zbudowany jako potencjalna droga startowa dla samolotów wojskowych w przypadku wojny. Odcinek nie posiada środkowego pasa dzielącego. Jest wyposażony w dwa miejsca do parkowania samolotów oraz wzmocniony most nad drogą gminną.

## Historia
Projektowanie autostrady Praga-Brno rozpoczęto w latach 30. XX wieku. Prace budowlane ruszyły na początku 1939 i pomimo okupacji niemieckiej trwały z różnym natężeniem do 1942, gdy ostatecznie przerwała je wojna. Po jej zakończeniu w 1945 wznowiono budowę autostrady, ale wstrzymano ją ponownie po 1948, gdyż nowy komunistyczny rząd Czechosłowacji nie był wtedy zainteresowany budową autostrad – wszelkie prace nad autostradą ustały w 1950. Budowę autostrady wznowiono 8 września 1967.
W czasie Protektoratu autostradę w Czechach Środkowych budowano w innej trasie. Do dziś są widoczne fragmenty poprzednich prac, m.in. niedokończony Most Borovski częściowo zalany przez zbiornik retencyjny Švihov.
Pierwszy odcinek (Spořilov – Mirošovice) oddano do użytku 12 lipca 1971. Odcinek Praga – Brno ukończono w 1980, a odcinek do Vyškova (odbicie D46, kier. Ołomuniec) w 1992. Następne odcinki do Hulina (odbicie D49, kier. Żylina) otwarto do 2010.
Wschodni odcinek Ostrawa-Svinov (Rudná) – Ostrawa-Hrušov (Místecká) – Bohumín o długości 17,2 km, będący w budowie od 15 marca 1999, został oddany do użytku 1 grudnia 2007 roku. Odcinek Bílovec – Ostrawa Rudná o długości 11,7 km: otwarto do ruchu 6 maja 2008 roku. 25 listopada 2008 oddano do użytku fragment trasy pomiędzy węzłami Lipník nad Bečvou (D35, kier. Ołomuniec i Hradec Králové) i Bělotín (D48, kier. Frydek-Mistek i Cieszyn) o długości 15,4 km wybudowany jako sześciopasmowy (dwie jezdnie po trzy pasy ruchu + pas awaryjny w każdą stronę) ze względu na spodziewane natężenie ruchu kołowego. 16 września 2009 dokończono odcinek Mořice – Kroměříž-západ. 25 listopada 2009 roku oddano do użytku dwa odcinki Bělotín – Hladké Životice o długości 18,1 km, oraz Hladké Životice – Bílovec o długości 11,7 km. Odcinek Bělotín – Hladké Životice wybudowano najpierw w tzw. półprofilu, drugą jezdnię otwarto w sierpniu 2010 roku. Tym samym Ostrawa uzyskała połączenie drogowe z Pragą poprzez autostradę i drogi szybkiego ruchu (obecnie D35 i D46) wiodące przez Ołomuniec.

## W użytku
- odcinek Praga-Spořilov – Říkovice: 272 km;
- odcinek Przerów – Bohumín: 94 km

## W budowie
20 grudnia 2022 roku rozpoczęła się budowa ostatniego odcinka D1:
- odcinek Říkovice – Přerov: 10,1 km: planowane otwarcie rok 2026.[1]

## Trasy europejskie
Autostrada D1 jest częścią kilku tras europejskich:
| Numer | Odcinek                   |
| ----- | ------------------------- |
| E50   | Modletice – Holubice      |
| E67   | Spořilov – Mirošovice     |
| E67   | Spořilov – Brno–jih       |
| E461  | Brno–západ – Brno–centrum |
| E67   | Brno–jih – Vyškov–východ  |